# Cineturismo
Il cineturismo è una forma di turismo praticata da chi si reca in visita alle location cinematografiche e televisive, ossia i luoghi utilizzati per le riprese di un film o di una serie televisiva.
Tale tendenza è andata affermandosi nel corso del Novecento, ed è solo un aspetto dei flussi turistici indotti dalla cultura di massa. Lo sviluppo del fenomeno ha portato alla nascita di agenzie turistiche specializzate nel proporre tour guidati alle mete in cui siano state girate famose scene cinematografiche.
Il neologismo è stato creato nel 2003 da Michelangelo Messina nel corso del primo convegno sul fenomeno, svoltosi in seno all'Ischia Film Festival.

## All'estero
Un caso celebre di cineturismo, che ha dato grande impulso ad un territorio, è rappresentato dalla recente crescita turistica della Nuova Zelanda, un boom trascinato dalle visite alle location della trilogia de Il Signore degli Anelli di Peter Jackson.
Il fenomeno, inoltre, ha conosciuto grande diffusione negli Stati Uniti (viaggi organizzati nella Monument Valley e nei set di Sex and the city, Spider-Man, etc.) e in Gran Bretagna (le oltre cento diverse location della serie di Harry Potter, i set di Full Monty, etc.). Il cineturismo è in continuo aumento, tanto che nel 2010 la stima è che abbia mosso nel mondo circa 100 milioni di turisti, con un giro d'affari di oltre 80 miliardi di euro.

## In Italia
Anche in Italia si inizia a parlare di cineturismo con i fenomeni recenti dei tour a Procida e Salina sui set di Il postino, e, sempre in Sicilia, il grande afflusso di visitatori a Modica e nel ragusano dove è stato girato lo sceneggiato Tv Il commissario Montalbano con protagonista Luca Zingaretti.
A Porto Empedocle il successo del personaggio letterario creato da Andrea Camilleri ha indotto nel 2003 l'amministrazione comunale a modificare la denominazione ufficiale del paese, che ora prende il nome di Porto Empedocle Vigata.
A Matera molti visitano i luoghi de La passione di Cristo, al castello piemontese di Agliè dove è stata girata la serie televisiva di Elisa di Rivombrosa o al mulino di Chiusdino (Siena), set degli spot pubblicitari del Mulino Bianco.
Nella riviera ligure di ponente, in provincia di Savona, è stato girato e ambientato il kolossal fantastico Inkheart - La leggenda di cuore d'inchiostro, uscito in 73 nazioni nel 2009, con i nomi delle località nei dialoghi del film.
Nel 2003 l'Ischia Film Festival ha realizzato un convegno dal titolo: "Quando i film trainano il turismo". Proprio in quell'anno ed in quel contesto è nato il neologismo cineturismo. Da allora ogni anno in occasione del Festival si svolge ad Ischia il Convegno Nazionale sul Cineturismo.
Nel 2005 è nata la prima Borsa Internazionale delle Location e del Cineturismo, che punta a creare un momento di incontro tra la domanda e l'offerta legate a questo nuovo fenomeno economico-culturale. La prima edizione della Borsa Internazionale del CineTurismo si è svolta ad Ischia dal 22 al 24 giugno 2005.
Oltre alle agenzie turistiche specializzate nei tour guidati sono nati anche molti siti internet specializzati nell'argomento come il Dizionario del Turismo Cinematografico, il Davinotti, il Portale del Cineturismo e molti altri.